# Kanton La Teste-de-Buch
Der Kanton La Teste-de-Buch ist seit 1994 ein französischer Wahlkreis im Arrondissement Arcachon im Département Gironde in der Region Nouvelle-Aquitaine.

## Geschichte
Mit der Neuordnung der Kantone in Frankreich veränderte sich der Kanton: Nunmehr besteht er aus der Gemeinde Arcachon und der Gemeinde La Teste-de-Buch. Die beiden Gemeinden Le Teich und Gujan-Mestras gehören mit zwei weiteren Gemeinden zum neu geschaffenen Kanton Gujan-Mestras.
Siehe auch: Geschichte Département Gironde und Geschichte Arrondissement Bordeaux.

## Gemeinden
Der Kanton besteht aus zwei Gemeinden mit insgesamt 38.036 Einwohnern (Stand: 1. Januar 2022) auf einer Gesamtfläche von 187,76 km²:
| Gemeinde                | Einwohner 1. Januar 2022 | Fläche km² | Dichte Einw./km² | Code INSEE | Postleitzahl |
| ----------------------- | ------------------------ | ---------- | ---------------- | ---------- | ------------ |
| Arcachon                | 10.895                   | 7,56       | 1.441            | 33009      | 33120        |
| La Teste-de-Buch        | 27.141                   | 180,20     | 151              | 33529      | 33260        |
| Kanton La Teste-de-Buch | 38.036                   | 187,76     | 203              | 3332       | –            |

Bis zur landesweiten Neuordnung der französischen Kantone im März 2015 gehörten zum Kanton La Teste-de-Buch die drei Gemeinden Gujan-Mestras, La Teste-de-Buch und Le Teich. Sein Zuschnitt entsprach einer Fläche von 321,27 km2. Er besaß vor 2015 einen anderen INSEE-Code als heute, nämlich 3349.